# Georges Stuber
Georges Stuber (Zug, 11 de maio de 1925 - 16 de abril de 2006) foi um futebolista suíço que atuava como goleiro.

## Carreira
Georges Stuber fez parte do elenco da Seleção Suíça de Futebol, na Copa do Mundo de 1950 no Brasil e 1954.